# Deuteronomos erosaria
Deuteronomos erosaria är en fjärilsart som beskrevs av Ignaz Schiffermüller 1775. Deuteronomos erosaria ingår i släktet Deuteronomos och familjen mätare. Inga underarter finns listade i Catalogue of Life.